# Гіпотермія
Гіпотермі́я (грец. ὑπο — під-, грец. θέρμη — тепло; переохолодження[джерело?]) — патологічний стан організму, при якому температура тіла падає нижче необхідної для підтримки нормального обміну речовин і функцій організму.

## Класифікація
Гіпотермію за клінічним перебігом поділяють на:
- легку
- середню
- сильну[1]

або:
- слабку
- сильну[2]

## Опис
У випадку переохолодження людини ця температура становить +35,0 °C (+95,0 °F) та нижче. У теплокровних тварин, у тому числі людини, температура тіла підтримується приблизно на постійному рівні завдяки біологічному гомеостазу. Але, під впливом холоду, внутрішні механізми організму можуть виявитися не в змозі поповнювати втрати тепла[джерело?].
Також у медицині існує поняття штучна гіпотермія. При гіпотермії швидкість обміну речовин в організмі знижується, що призводить до зменшення потреби в кисні. Ця обставина використовується в медичній практиці, коли застосовують штучну місцеву або загальну гіпотермію. До місцевої гіпотермії вдаються для лікування кровотеч, травм і запалень. Загальну гіпотермію організму застосовують при операціях на серці, при лікуванні черепно-мозкової травми, внутрішньочерепних крововиливах.